# Forças Armadas Reais do Laos
As Forças Armadas Reais do Laos (FARL) (em laociano:  ກອງທັບຣາຊອານາຈັກລາວ; em francês:  Forces Armées du Royaume), mais conhecidas pela sigla francesa FAR, foram as forças armadas do Reino do Laos até 1975, quando o país foi tomado pelos comunistas do Pathet Lao e se tornou a República Democrática Popular do Laos. As FARL eram compostas por cinco ramos: o Exército Real do Laos, a Marinha Real do Laos, a Força Aérea Real do Laos, a Guarda Nacional e a Polícia Nacional.
Lutaram contra os rebeldes comunistas do Pathet Lao e seus aliados vietnamitas do norte durante a Guerra Civil Laociana, que foi parte da Segunda Guerra da Indochina ou Guerra do Vietnã. As FARL receberam apoio dos Estados Unidos, França, Tailândia e outros países anticomunistas. No entanto, sofreram de problemas de corrupção, deserção, falta de treinamento e equipamento inadequado.
Também enfrentaram dificuldades de comunicação e transporte dentro do país, que era um dos mais pobres e subdesenvolvidos do mundo. O Laos tinha poucas estradas pavimentadas e a maioria das viagens dependia de barcos pelo rio Mecom ou de aviões de pequeno porte. Por isso, o país foi dividido em cinco Regiões Militares (RM), que correspondiam aproximadamente às áreas das treze províncias. Cada RM era comandada por um general que tinha grande autonomia e poder sobre sua zona. Alguns desses generais se tornaram senhores da guerra que administravam suas regiões como feudos privados.
Participaram de várias batalhas e operações contra o Pathet Lao e o Vietnã do Norte, como a Batalha de Luang Namtha (1962), a Operação Millpond (1961-1963), a Operação Triângulo [en] (1964-1969), a Operação Lam Son 719 (1971) e a Operação Maeng Da (1972). As FARL também colaboraram com as forças especiais dos Estados Unidos e da Tailândia na formação e apoio aos grupos irregulares laocianos, como os Hmong, que lutavam contra os comunistas nas áreas montanhosas e remotas do país.
Apesar dos esforços das FARL e de seus aliados, o Pathet Lao e o Vietnã do Norte gradualmente ganharam terreno e controle sobre o território laociano. Em 1973, foi assinado um acordo de paz que previa um governo de coalizão entre os monarquistas e os comunistas. No entanto, o acordo não foi respeitado e os combates continuaram até 1975, quando o Pathet Lao tomou a capital Vientiane e depôs o rei Savang Vatthana. As FARL foram dissolvidas e substituídas pelas Forças Armadas Populares do Laos, leais ao novo regime comunista.